# Малерб, Франс
Жозуа Франсуа Малерб (фр. Jozua François Malherbe; 14 марта 1991, Парл, ЮАР) — южноафриканский регбист, игрок национальной сборной ЮАР и клуба «Стормерз», выступающий на позиции столба.

## Клубная карьера
Свою регбийную карьеру Франсуа Малерб начал в клубе «Уэстерн Провинс», выступающем в кубке Карри. В 2011 году он был включён в заявку команды «Стормерз»  для участия в Супер 15 сезона 2011 года. 26 февраля 2011 года он сыграл свой первый матч на профессиональном уровне, выйдя на замену во встрече с клубом «Лайонз». В своём первом сезоне Франсуа отыграл 4 игры.
27 октября 2012 года Малерб вместе со сборной провинции одержал победу на кубке Карри, одолев в финальном матче «Натал Шаркс» 18-25. На протяжении всего розыгрыша этого турнира Франсуа являлся игроком стартового состава.
Сезон 2013 года в Супер 15 также превратил Малерба в игрока первых пятнадцати: ему удалось выиграть конкуренцию за место в составе у более опытного Пэта Силлерса, пришедшего в клуб из «Лайонз», и отыграть 11 встреч. Однако, после этого Франсуа получил травму и был вынужден пропустил остаток сезона, а также практически весь розыгрыш кубка Карри 2013 года, выходя в нём лишь на замену в 4-х матчах. Тем не менее, игроки «Стормерз» в том сезоне вновь дошли до финала турнира, в котором уступили «Натал Шаркс» 33-19.
26 октября 2014 года «Уэстерн Провинс» вернули себе кубок Карри, победив в финальном матче «Голден Лайонз», но Малерб не был в включён в заявку на финальную игру.

## Карьера в сборной
9 ноября 2013 года Франсуа провёл свою первую встречу за сборную ЮАР, сыграв в тестовом матче против команды Уэльса, выйдя в стартовом составе вместо травмированного Яна дю Плесси.
28 августа 2015 года Малерб был включён в состав сборной для участия в чемпионате мира.
В 2019 году стал чемпионом мира в составе «Спрингбоков» в Японии